# USS 니미츠
미 해군 군함 니미츠(USS Nimitz, CVN-68)는 미국 해군의 항공모함이다. 니미츠급 항공모함의 네임십이다. 함명은 체스터 니미츠 제독의 이름을 따서 명명됐다. 영화 파이널 카운트다운(The Final Countdown)에 등장한 바 있다. 해군의 소수정예화 계획에 따라 건조된 니미츠급 항공모함 중 최초이자 대표적인 항모이며, 1977년에는 아이젠하워호가 니미츠급 중에서 취역한 두 번째 항모가 되었다.

## 역사

### 진수
1968년 6월 22일 버지니아주 뉴포트 뉴스의 뉴포트 뉴스 조선소에서 기공하여, 1972년 진수했다. 진수식의 샴페인은 사망한 체스터 니미츠 제독의 딸인 캐서린 니미츠 레이가 깼다. 1975년 해군에 인도되어 1975년 5월 3일 취역식을 가졌다.

## 대한민국과의 관련
2013년 5월 5일, 북한은 니미츠함의 10일 부산항 입항에 대해 비난성명을 발표했는데, 비공개 훈련을 어떻게 사전에 알았는지에 대해 한국이 관심을 가졌다. 11 항공모함 강습단 문서에서 매년 활동 내역이 기록되어 있다.

## 편제
니미츠함은 11 항공모함 강습단(의 기함이다. 11 항공모함 비행단이 소속해 있다. 23 구축함 전대(Destroyer Squadron 23; DESRON-23)의 사령관이 탑승한다.

### DESRON-23
- USS Curts (FFG 38) - 4200톤 올리버 해저드 페리급 호위함
- USS Vandegrift (FFG 48) - 4200톤 올리버 해저드 페리급 호위함
- USS John Paul Jones (DDG 53) - 10,000톤 알레이 버크급 이지스함
- USS Pinckney (DDG 91) - 10,000톤 알레이 버크급 이지스함
- USS Sampson (DDG 102) - 10,000톤 알레이 버크급 이지스함
- USS William P. Lawrence (DDG-110) - 10,000톤 알레이 버크급 이지스함
- USS Spruance (DDG-111) - 10,000톤 알레이 버크급 이지스함[1]

### 11 항공모함 비행단
니미츠 항공모함에는 11 항공모함 비행단이 주둔하며, 이는 9개의 비행대대로 구성된다.
- 154 전투비행대대 (VFA-154) "Black Knights" with F/A-18F 슈퍼호넷, 한국전쟁 참전
- 323 해병대 전투비행대대 (VMFA-323) "Death Rattlers" F/A-18 호넷, 한국전쟁 참전
- 146 전투비행대대 (VFA-146) "Blue Diamonds" F/A-18 호넷
- 147 전투비행대대 (VFA-147) "Argonauts" with F/A-18E 슈퍼호넷
- 142 전자공격 비행대대 (VAQ-142) "Gray Wolves" with EA-6B Prowlers
- 117 항모 조기경보 비행대대 (VAW-117) "Wallbangers" with E-2C Hawkeyes
- 6 헬기 해상전투 비행대대 (HSC-6) "Screamin' Indians" with MH-60S
- 75 헬기 해상공격 비행대대 (HSM-75) "Wolf Pack" with MH-60R[2]
- 30 함대 지원 비행대대 (VRC-30) "Providers" with C-2A Greyhounds

## 참고
1. ↑  “CDS23.navy.mil”. CDS23.navy.mil. 2010년 4월 9일. 2008년 10월 20일에 원본 문서에서 보존된 문서. 2012년 1월 10일에 확인함.
2. ↑  Communication, Mass. “HSM-75 25th anniversary”. Navy.mil. 2012년 8월 5일에 원본 문서에서 보존된 문서. 2012년 1월 10일에 확인함.